# Pfarrkirche St. Gotthard im Mühlkreis

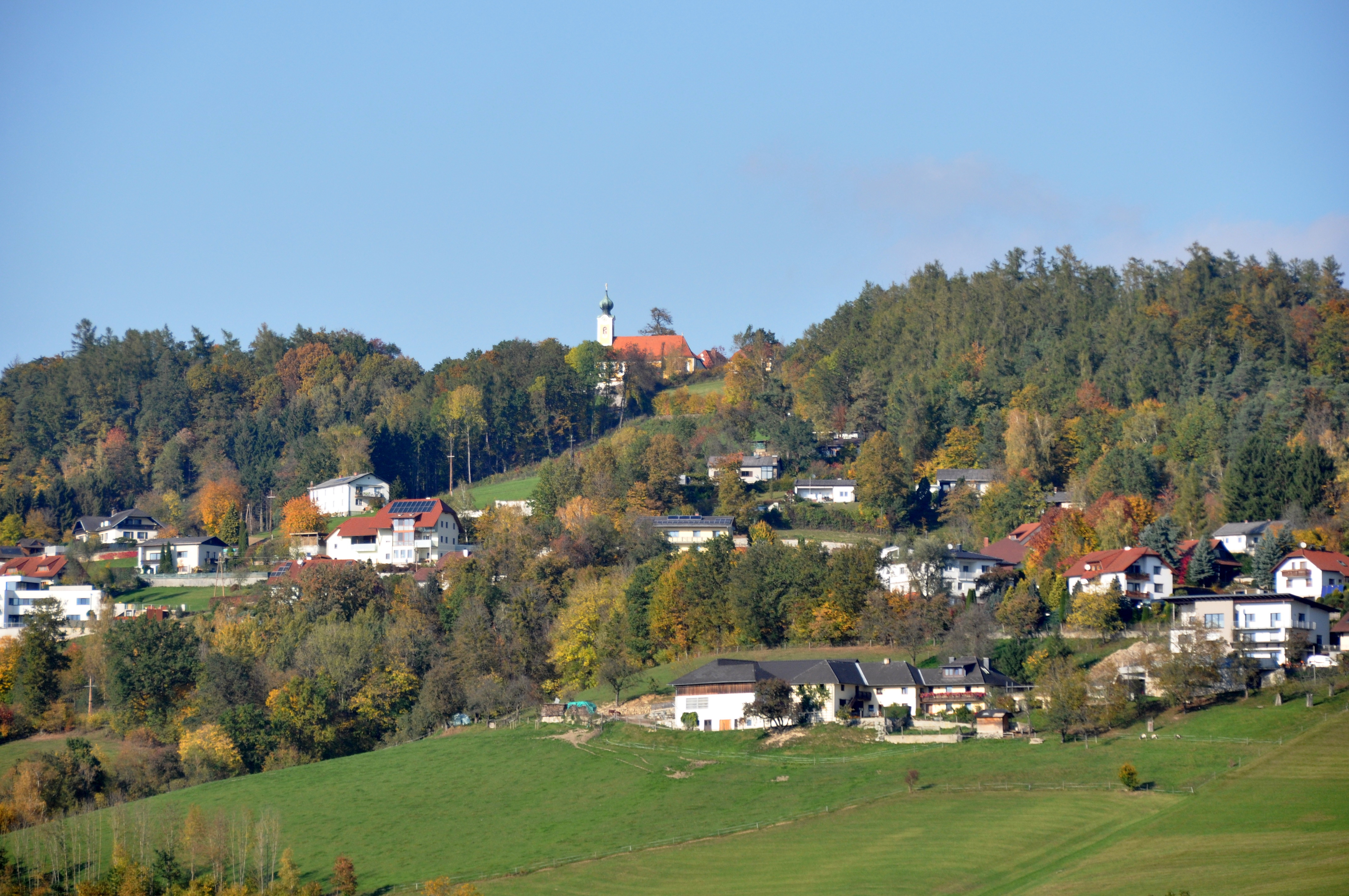
Bergkirche in St. Gotthard im Mühlkreis

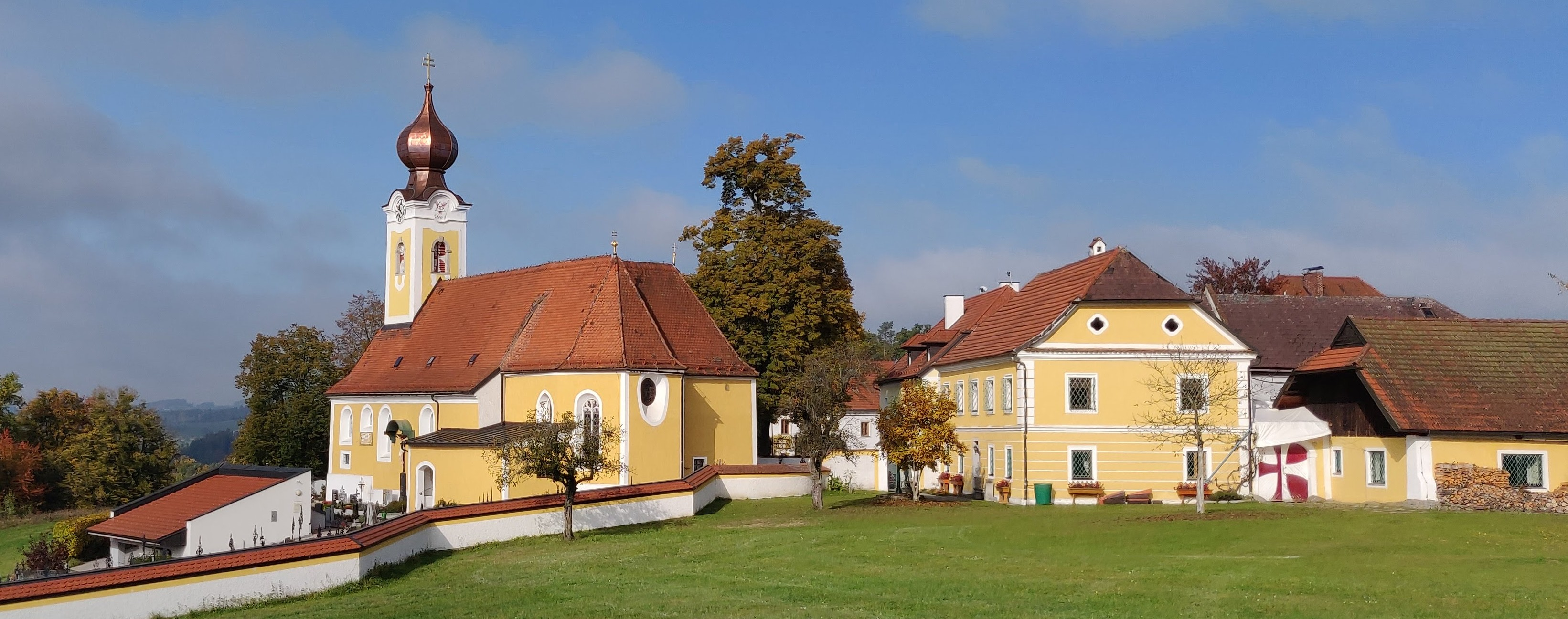
Pfarrkirche und Pfarrhof

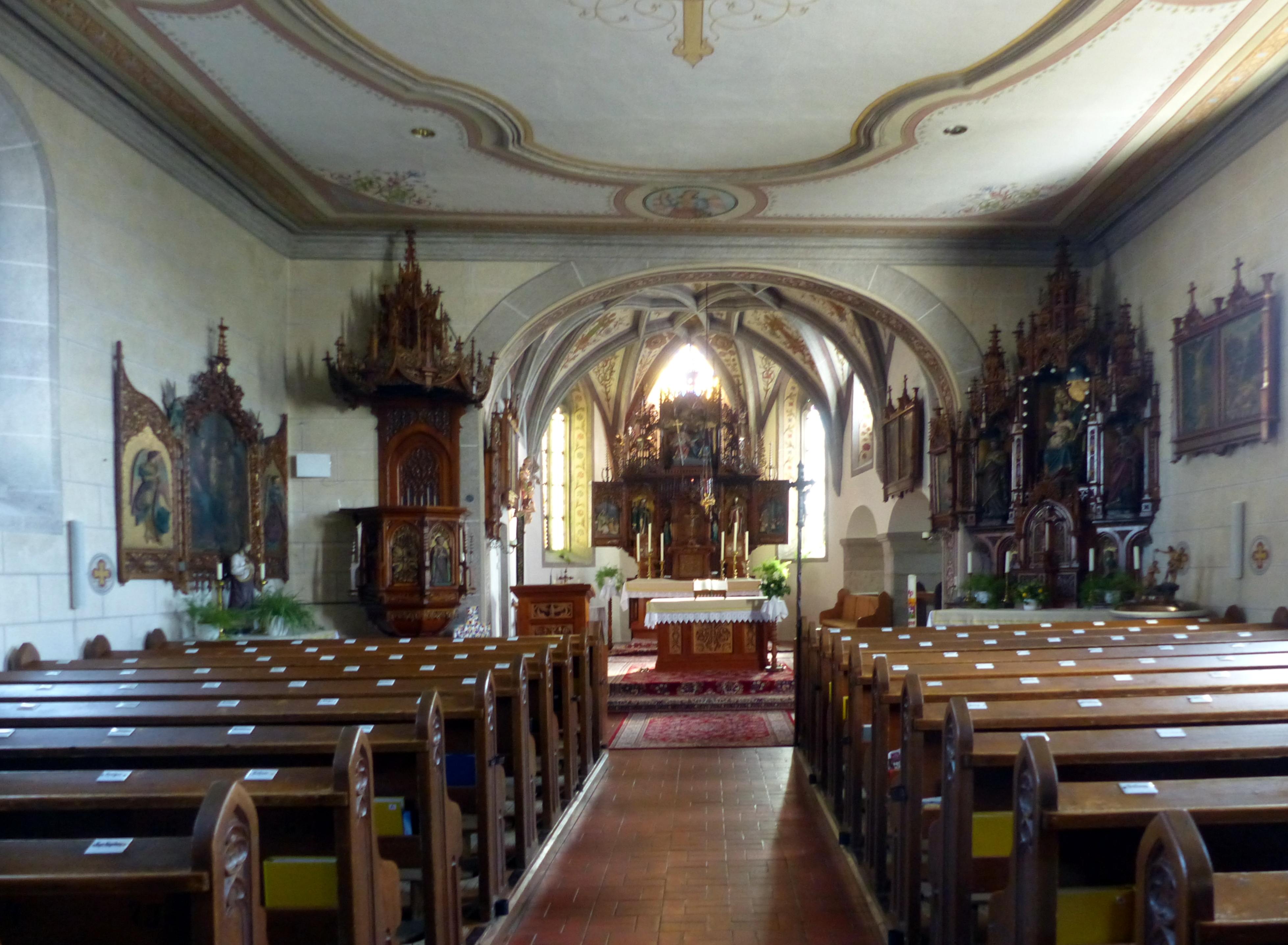
Langhaus, Blick zum Chor

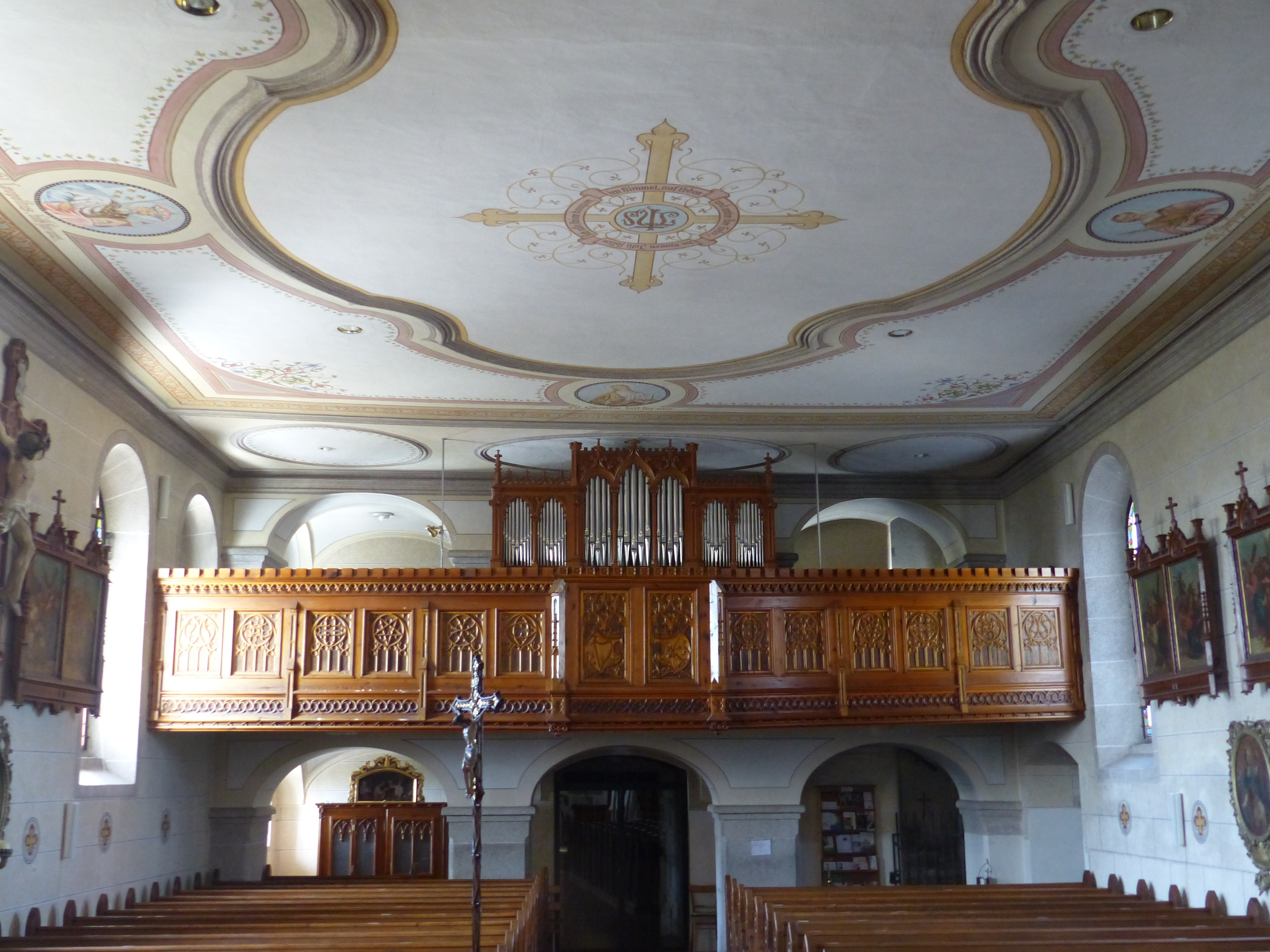
Langhaus, Blick zum Orgelempore

Die römisch-katholische Pfarrkirche St. Gotthard im Mühlkreis steht am Südrand des Weilers in der Gemeinde St. Gotthard im Mühlkreis im Bezirk Urfahr-Umgebung im Mühlviertel in Oberösterreich. Die dem Patrozinium des hl. Gotthard unterstellte Pfarrkirche gehört zum Dekanat Ottensheim in der Diözese Linz. Die Kirche steht unter Denkmalschutz (Listeneintrag).

## Geschichte
Urkundlich wurde 1650 eine Kapelle genannt. Die Gründung der Pfarre erfolgte 1715 mit Graf Thomas Gundaker von Starhemberg, 1717 wurde die Pfarre dem Stift Sankt Florian inkorporiert, und 1735 vom Bischof vom Bistum Passau bestätigt.
Die ältesten Bauteile im Langhaus sind wohl romanisch, der spätgotische Chor entstand um 1500. Mit 1687 begann ein barocker Umbau mit der Erweiterung des Langhauses nach Westen und dem Anbau der Südkapelle und einer Sakristei mit Oratorium am Chor sowie der Einbau der Westempore. Der Giebelturm entstand 1838 und das Turmdach 1895. Restaurierungen waren 1962 außen und 1971 innen und 1982.

## Architektur
Die Kirche ist vom Friedhof und der Friedhofsmauer ringförmig umgeben. Das Kircheninnere zeigt eines der wenigen erhaltenen Beispiele des Zusammenspiels von Ausmalung und Einrichtung des späten Historismus in einer älteren Architektur.
Das Kirchenäußere zeigt barocke Rieselputzfassaden mit glatten Putzrahmengliederungen. Die Westfront zeigt sich stark als monumentale barocke Portalanlage um 1720/1730 mit einem breiten zur Mitte hin vorschwingenden segmentbogig überhöhter Portalvorbau mit geschichteten Lisenen und verkröpftem Gebälk, das Portal selbst befindet sich in einer Segmentbogennische, der trapezförmige Fassadengiebel ist mit einem Gesims ausgeschieden und hat mittig ein Glockenfenster, der Giebelturm aus 1838 hat rundbogige Schallfenster und trägt einen Zwiebelhelm aus 1895. Das Langhaus zeigt barocke Rundbogenfenster, nordseitig einen kleinen übergiebelten Portalvorbau mit einer hohen Rundbogenöffnung. Der Chor ohne Strebepfeiler, analog der gotischen Chöre der Pfarrkirche St. Johann am Wimberg und der Friedhofskirche Puchenau hat hohe zweibahnige spätgotische Spitzbogenfenster mit Maßwerk und ostseitig ein Ovalfenster aus 1897. Die spätgotische und im Barock aufgezonte Sakristei im nördlichen Choreck hat einen kleinen Portalvorbau analog dem Nordportal am Langhauses. Im südlichen Choreck steht eine später angebaute Rechteckkapelle.
An der Südfront befindet sich ein Missionskreuz um 1900.
Das Kircheninnere zeigt einen breiten Saalraum unter einer Flachdecke und einen eingezogenen spätgotischen Chor unter einem Netzrippengewölbe mit einem Dreiseitschluss mit einem Achsknick zwischen Langhaus und Chor. Die im Späthistorismus eingezogene Westempore im Langhaus ist eine dreiachsige zweigeschoßige Empore mit Korbbogenarkaden auf Pfeilern und Platzlunterwölbungen, die neogotische in den Raum vorgezogene Holzbrüstung zeigt Maßwerkschnitzereien.
Die neogotischen Decken- und Wandmalereien schuf der Maler Franz Engellachner 1898, im Chor von Heinrich Colli 1907 erneuert, und 1982 restauriert, über dem Triumphbogen mit dem Wappen Stift Sankt Florian und Starhemberg. Die ornamentalen Buntglasfenster entstanden 1907.

## Einrichtung
Die Kirche hat eine bemerkenswert einheitliche neogotische Einrichtung der Ottensheimer Werkstätte von Josef Kepplinger in Zusammenarbeit mit dem Bildhauer Josef Ignaz Sattler im Ende des 19. Jahrhunderts und im Anfang des 20. Jahrhunderts.
Die Orgel als sogenannte Anton-Bruckner-Gedächtnisorgel baute Bruno Riedl 1996 im neogotischen Gehäuse der Vorgängerorgel von Josef Mauracher 1910.